# Jugoslovenski Aerotransport
Jugoslovenski Aerotransport (JAT) – jugosłowiańskie przedsiębiorstwo lotnicze istniejące w latach 1947–2003 jako narodowy przewoźnik państwowy; zastąpione przez Jat Airways.

## Historia
Powstało w kwietniu 1947 jako kontynuacja przedwojennej jugosłowiańskiej linii lotniczej „Aeroput” założonej w 1927 roku. Początkowo dysponowało 3 poniemieckimi maszynami Ju-52 i 8 amerykańskimi DC-3, zapewniając najważniejsze połączenia krajowe i nawiązując połączenia zagraniczne do Pragi, Warszawy, Bukaresztu i Tirany.

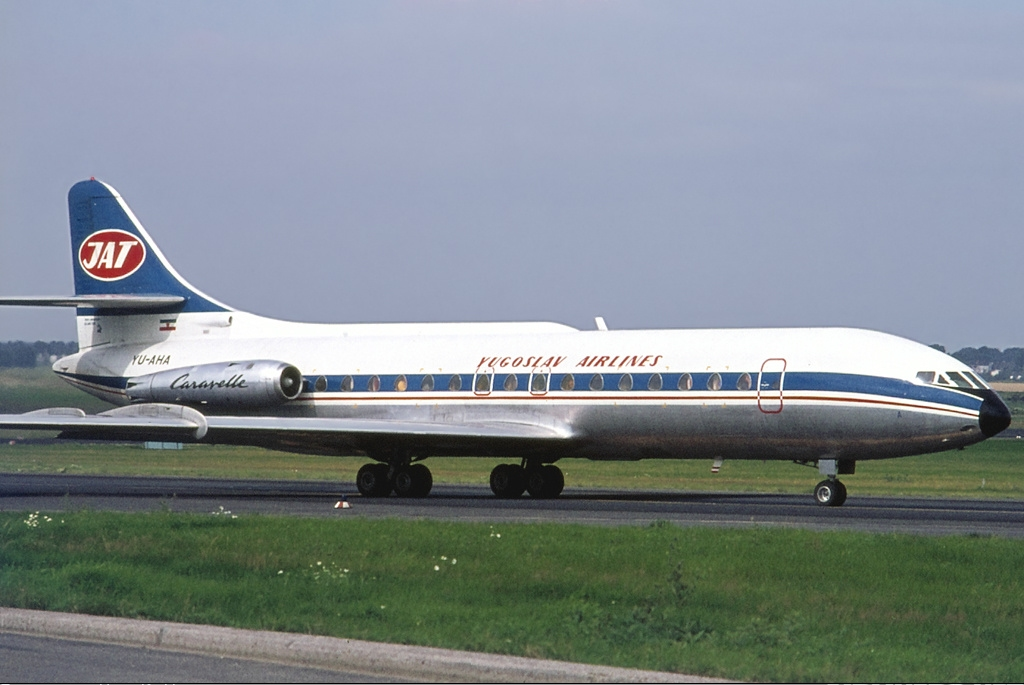
SE-210 Caravelle VI-N w barwach JAT (1973)

Od początku lat 50., wskutek ekonomicznej i politycznej izolacji narzuconej przez pozostałe państwa socjalistyczne, intensywnie rozpoczęto rozwijanie floty posiadanych maszyn(do stanu 14 DC-3) oraz połączeń lotniczych z państwami innego kręgu: do Zurychu, Monachium i Frankfurtu (1950), Salonik, Aten (1951) i Paryża (1952), wraz z otwieraniem tam własnych przedstawicielstw. Rozwój sieci połączeń oraz wzrost liczby pasażerów wymuszały też stopniową modernizację taboru lotniczego. W 1954 do obsługi wprowadzono 3 nowe amerykańskie maszyny pasażerskie Convair CV-340, sukcesywnie wydłużano również trasy połączeń zagranicznych: do Kairu i Bejrutu, wraz z przedłużeniem linii frankfurckiej do Londynu. 
Zakup 3 pierwszych maszyn SE-210 Caravelle w 1963 oznaczał kolejny etap modernizacji taboru JAT z przejściem na nową technologię o napędzie odrzutowym. Kontynuacją było wprowadzenie w dalszych latach innych liniowców średniego zasięgu w postaci sześciu DC-9 (1969-1970). Dzięki tym zmianom JAT w 1970 odnotowały przewóz 1,2 mln pasażerów, awansując do rzędu światowych linii lotniczych średniej wielkości. Loty międzykontynentalne zapoczątkowano po nabyciu czterosilnikowego Boeinga B-707 w 1970, tworząc połączenia czarterowe do Australii, Kanady, Stanów Zjednoczonych, a także Pekinu (1971). Wraz ze zwiększaniem liczby maszyn dalekiego zasięgu uruchamiano w latach 1975-84 stałe połączenia liniami: dalekowschodnią (Karaczi-Singapur-Sidney) i bliskowschodnimi (Bagdad i Malta, Damaszek, Kuwejt), moskiewską  i nowojorską (1976), kanadyjską (Montreal, Toronto) oraz połączeniami europejskimi do Lyonu i Madrytu. W ślad za tym tabor maszyn międzykontynentalnych stopniowo powiększano o szerokokadłubowe DC-10 (1978), a także wąskokadłubowe Boeing 727 i B 737-300 (1985). W 1990 flotę przewoźnika jeszcze uzupełniły 3 turbośmigłowe ATR 72-500 przeznaczone dla obsługi połączeń krajowych.
W latach szczytowego rozwoju, przed nałożeniem sankcji ONZ w 1991 roku, JAT zapewniały regularne połączenia w 61 kierunkach na 5 kontynentach, obsługując rocznie 4,5 mln pasażerów i przewożąc 43 tys. ładunków.  